# 瓦季姆·古泽特
瓦季姆·马尔科维奇·古泽特（烏克蘭語：Вадим Маркович Гутцайт，1971年10月6日—），乌克兰男子击剑运动员。他曾获得1992年夏季奥运会击剑比赛男子佩剑团体金牌。他也参加了1996年和2000年夏季奥运会。自2022年起，担任乌克兰国家奥林匹克委员会主席。